# Willem Ritstier
Willem Ritstier (Rotterdam, 12 juni 1959) is een Nederlands scenarist, cartoonist en wenskaartontwerper. Hij heeft jarenlang strips gepubliceerd in diverse stripbladen (Eppo, Kuifje, Robbedoes, Suske & Wiske-weekblad, Donald Duck) en in een aantal kranten zoals "Rotterdams Dagblad", "Haagse Courant", "Algemeen Dagblad", "Leeuwarder Courant", "Telegraaf" en diverse andere kranten. Samen met Minck Oosterveer maakte hij onder meer "Jack Pott", "Zodiak" en "Nicky Saxx" voor diverse kranten. Voor Paperclip ontwerpt hij wenskaarten 'Bill Risty'. Voor Lannoo maakt hij diverse kalenders sinds 2012. Sinds 2021 maakt hij ook agenda's voor Lannoo. In 2022 komt zijn eerste prentenboek uit bij uitgeverij Menlu (Elly de olifant). Voor deze uitgeverij werkt hij momenteel ook aan een tweede prentenboek.  

## Werken
Ritstier heeft één deel van de Storm-spin-off "De buitengrens - De banneling van Thoem" geschreven die in de Eppo werd gepubliceerd. Van 2016 tot 2018 maakt hij samen met Roelof Wijtsma twee verhalen van "Roel Dijkstra," een reeks die 22 jaar eerder was beeindigd. 
Andere strips waar hij als scenarist aan werkt zijn:
- Tim Tijdloos (Pieter Hogenbirk)
- Anders (Erwin Suvaal)
- Zodiak (Minck Oosterveer)
- Nicky Saxx (Minck Oosterveer)
- Ronson Inc. (Minck Oosterveer)
- Soeperman (René Uilenbroek)
- Claudia Brücken  (Minck Oosterveer) (1990-2000)
- Stanley (René Uilenbroek)
- WINTH (Adri van Kooten)
- Jack Slender (Hendrik J. Vos)
- Ward (Marissa Delbressine) (2012-2017)
- Claire DeWitt (Fred de Heij) (2014-2017)
- Roel Dijkstra (Roelof Wijtsma) (2017-2018)
- Wills kracht (graphic novel) Subq (2017)
- Chemo-Kasper, jacht op de slechte kankercellen (Wilbert van der Steen) Ballon Media & VOKK (2018)
- Saul - De levende mantel (Apri) Personalia (2018)
- Saul - Eindstation (Apri) Personalia (2019)
- Opstaan...en doorgaan (graphic novel) Uitgeverij Volt - Singel Uitgevers (2020)
- Jenny Pine (Fred de Heij) (western) Uitgeverij Ballon Media (2020-)
- Josje (Roelof Wijtsma) (voetbal) voorpublicatie in JUMP (2021 -)
- Elly de olifant: Mamma! Waar ben je? (prentenboek) MENLU (2022)
- Kasper gaat vliegen (prentenboek) MENLU (2022)
- Onecht (Andrea Kruis) (graphic novel) MENLU (2022/2023)
- Luthon-Höge (Michiel Offerman) (crimi) Uitgeverij Personalia (2022)
- Jeff Rylander - Paniek op Curaçao (Eric Heuvel) Uitgeverij Personalia (2022)

## Prijzen
- 2017 - Stripschapprijs

- International Standard Name Identifier: 0000 0003 9560 7886
- Nederlandse Thesaurus van Auteursnamen: 071993436
- Virtual International Authority File: 290370342